# Freddie Keiaho
Freddie Keiaho (nascido com o nome Naivote Taulawakeiaho, 18 de dezembro de 1982, Suva, Fiji) é um ex jogador de futebol americano que atuava na posição de linebacker na National Football League.

## Começo da carreira
Keiaho cresceu em Ventura no estado americano da California e começou a jogar futebol americano no high school, mas precisamente na Buena High School. No college ele jogou pela San Diego State University onde foi nomeado First-team All-MWC.

## NFL
Freddie Keiaho foi selecionado pelo Indianapolis Colts em 2006 no draft da NFL na terceira rodada como pick n° 94, assinando um acordo de 3 anos. De inicio atuando como reserva e no special teams ele acabou atuando pouco no seu ano de estéia na liga profissional com apenas 14 tackles. Na temporada de 2007 tornou-se o LB titular e conseguiu fazer 64 tackles e ainda fez uma interceptação.
Keiaho fez parte do time que venceu o Super Bowl XLI, onde ele jogou como back up dos titulares mas acabou também por contribuir com a vitória.
Após o termino da temporada 2008-2009, onde ele fez 105 tackles, Keiaho decidiu testar o mercado de jogadores mas não recebeu nenhuma propósta. Então em abril de 2009, Freddie Keiaho decidi renovar seu contrato com os Colts para jogar mais uma temporada pelo time de Indiana. Em 2010, Keiaho assinou com o Jacksonville Jaguars.

### Números na Carreira
| Ano   | Time | Jogos | Titular | Tackles | Sacks | Fumbles Forçados |
| 2006  | IND  | 14    | 0       | 19      | 0     | 0                |
| 2007  | IND  | 11    | 11      | 81      | 0,5   | 0                |
| 2008  | IND  | 14    | 14      | 105     | 0     | 0                |
| 2009  | IND  | 16    | 2       | 38      | 1     | 2                |
| Total | N/A  | 55    | 27      | 243     | 1,5   | 2                |